# Katastrofa lotu UPS Airlines 6
Katastrofa lotu UPS Airlines 6 miała miejsce 3 września 2010 w rejonie bazy wojskowej Nad Al Sheba w Dubaju. Boeing 747-44AF (SCD), należący do amerykańskiej firmy United Parcel Service wykonywał planowy lot z Międzynarodowego Portu Lotniczego Dubaj do Portu Lotniczego Kolonia/Bonn. Niedługo po starcie piloci zawrócili do Dubaju zgłaszając dym w kokpicie. Samolot nie zdołał wylądować i rozbił się ok. 17 kilometrów za lotniskiem, zginęli obydwaj członkowie załogi.

## Samolot
Boeing 747-400F o numerze rejestracyjnym N571UP został dostarczony do UPS Airlines w 2007 roku. Maszyna miała na swoim koncie wylatane 9977 godzin lotu i 1764 cykle start-lądowanie, a 3 miesiące wcześniej przeszła gruntowny przegląd.

## Załoga
Załogę samolotu stanowili:
- kapitan Doug Lampe (Louisville, Kentucky, USA) – w UPS Airlines od 1995 roku. Wylatał 4000 godzin na 747. Miał 48 lat, żonę oraz czwórkę dzieci.
- pierwszy oficer Matthew Bell (Sanford, Floryda, USA) – w UPS Airlines od 2006. Były marines. Miał 38 lat, żonę oraz 4-letnią córkę[3].

## Przebieg lotu
Samolot wystartował z lotniska w Dubaju (DXB) o godzinie 18:51 (czasu lokalnego). Pierwszy oficer pilotował samolot podczas startu. Samolot opuścił przestrzeń powietrzną Zjednoczonych Emiratów Arabskich i wleciał w obszar kontrolowany przez ATC Bahrajn. Po wystartowaniu został uruchomiony autopilot. O 19:12 rozbrzmiał alarm pożarowy „FIRE MAIN DECK FWD” informujący o dymie w przestrzeni ładunkowej samolotu. Stery przejął kapitan, a pierwszy oficer zajął się sprawdzaniem list kontrolnych. Zaleceniem w sytuacji wybuchu pożaru było „lądowanie najszybciej jak się da”. Kontroler ruchu lotniczego wskazał najbliższe lotnisko w Doha (DOH). Kapitan podejmuje decyzję o powrocie na lotnisko, z którego startował, czyli DXB w Dubaju. Pierwszy kapitan dehermetyzuje ładownie, w celu zduszenia ognia. Na wypadek dymu w kokpicie piloci zakładają maski tlenowe. O 19:14 kapitan wyłączył autopilota i zaczął sam sterować maszyną. Minutę później uruchamiają się kolejne alarmy pożarowe, wskazujące, że pożar się rozprzestrzenia. Po założeniu masek tlenowych piloci nie słyszeli wieży kontroli lotów, dopóki nie przestawili mikrofonów i głośników w kokpicie na te w masce tlenowej. Po rozwiązaniu problemów z dźwiękiem w kokpicie zaczął pojawiać się dym, temperatura wzrosła. Pilot zgłosił utratę kontroli nad maszyną, jego ster wysokości przestał działać, postanowił włączyć ponownie autopilota. Dym przesłania widoczność w kokpicie i kapitan po omacku uruchamia autopilota. Lot się stabilizuje. Aby bezpiecznie wylądować w Dubaju bez widoczności w kabinie, konieczne było ustawienie systemu ILS na częstotliwość lotniska w Dubaju. Drugi pilot mimo sporego zadymienia wprowadza poprawne dane lotniska. UPS-6 wylatuje poza kontrolę radaru z Bahrajnu, więc kontroler nie widzi ich na radarze. Maszyna pojawia się na radarze kontrolerów ze Zjednoczonych Emiratów Arabskich, jednak kontakt radiowy ustawiony jest na częstotliwość wieży z Bahrajnu. Brak widoczności w kabinie uniemożliwia przestawienie radia na inną częstotliwość. Z powodu silnego zadymienia w kabinie piloci nie byli w stanie odczytywać wskazań urządzeń, nie wiedzieli, na jakiej znajdują się wysokości. Maska tlenowa kapitana przestaje działać. Kapitan podejmuje decyzję o opuszczeniu swojego miejsca i podejście po zapasową maskę znajdującą się z tyłu kabiny. Pierwszy oficer przejmuje stery. Mimo upływu czasu kapitan nie wrócił, prawdopodobnie stracił przytomność. Drugi pilot został sam, zgłasza mayday. Samolot oddala się od wieży kontroli lotów w Bahrajnie, w związku z czym łączność radiowa pomiędzy wieżą i samolotem zostaje zerwana. Kontroler łączy się z przelatującym w pobliżu innym samolotem Sky Dubai 751, który znajdował się pomiędzy wieżą kontroli lotów, a samolotem UPS-6, dzięki czemu mógł przekazywać słowa kontrolera do pierwszego oficera UPS-6. Kontroler z Bahrajnu łączy się telefonicznie z kontrolerem z Abu Zabi (ZEA), który przekazuje mu pozycję oraz prędkość maszyny. Taki sposób przekazywania informacji powodował opóźnienia. Pośredniczący Sky Dubai 751 wylatuje poza zasięg wieży w Bahrajnie. Rządowy DUB 001 zostaje nowym pośrednikiem. Pozostaje 5 minut drogi do lotniska. Pilot zamierza lądować na pasie 12L, chce znać wysokość, prędkość i kurs. Wszystkie informacje otrzymuje z opóźnieniem oraz niekompletne, część informacji ginęła po drodze. Pierwszy oficer Bell wciska przycisk podejścia ILS, które po przechwyceniu przez autopilota poziomej i pionowej wiązki nadawanej z lotniska automatycznie sprowadzi maszynę w próg pasa startowego. Pilot wyrównuje maszynę w osi pasa, maszyna jednak porusza się za wysoko i za szybko, w związku z czym omija wiązkę sygnału ILS. Kontroler z Bahrajnu pyta, czy pilot będzie w stanie zrobić krąg, pilot odmawia. Pilot po omacku wysuwa klapy i wypuszcza podwozie. Alarm informuje pilota, że podwozie nie wysunęło się. Pilot nie wie, gdzie się znajduje (w tym momencie przelatuje nad pasem). Kontroler z Bahrajnu sugeruje skręt w lewo do Port lotniczy Szardża (10 mil od samolotu). Bell próbuje wprowadzić nowy kurs do autopilota, niestety z powodu ograniczonej widoczności w kokpicie wprowadza niepoprawny kurs (195 zamiast 095) i maszyna skręca w prawo. Samolot zaczął oddalać się od Dubaju i Szardży, maszyna przechyla się w prawo, dziób zaczyna opadać. Sygnał „terrain ahead” informuje pilota o zbliżaniu się do ziemi. Pilot o 19:42 w ostatniej chwili omija gęsto zaludnione tereny mieszkalne w centrum Dubaju i rozbija się na terenie bazy wojskowej 16 km od lotniska w Dubaju. Życie stracili obaj piloci. To pierwsza katastrofa lotnicza UPS.

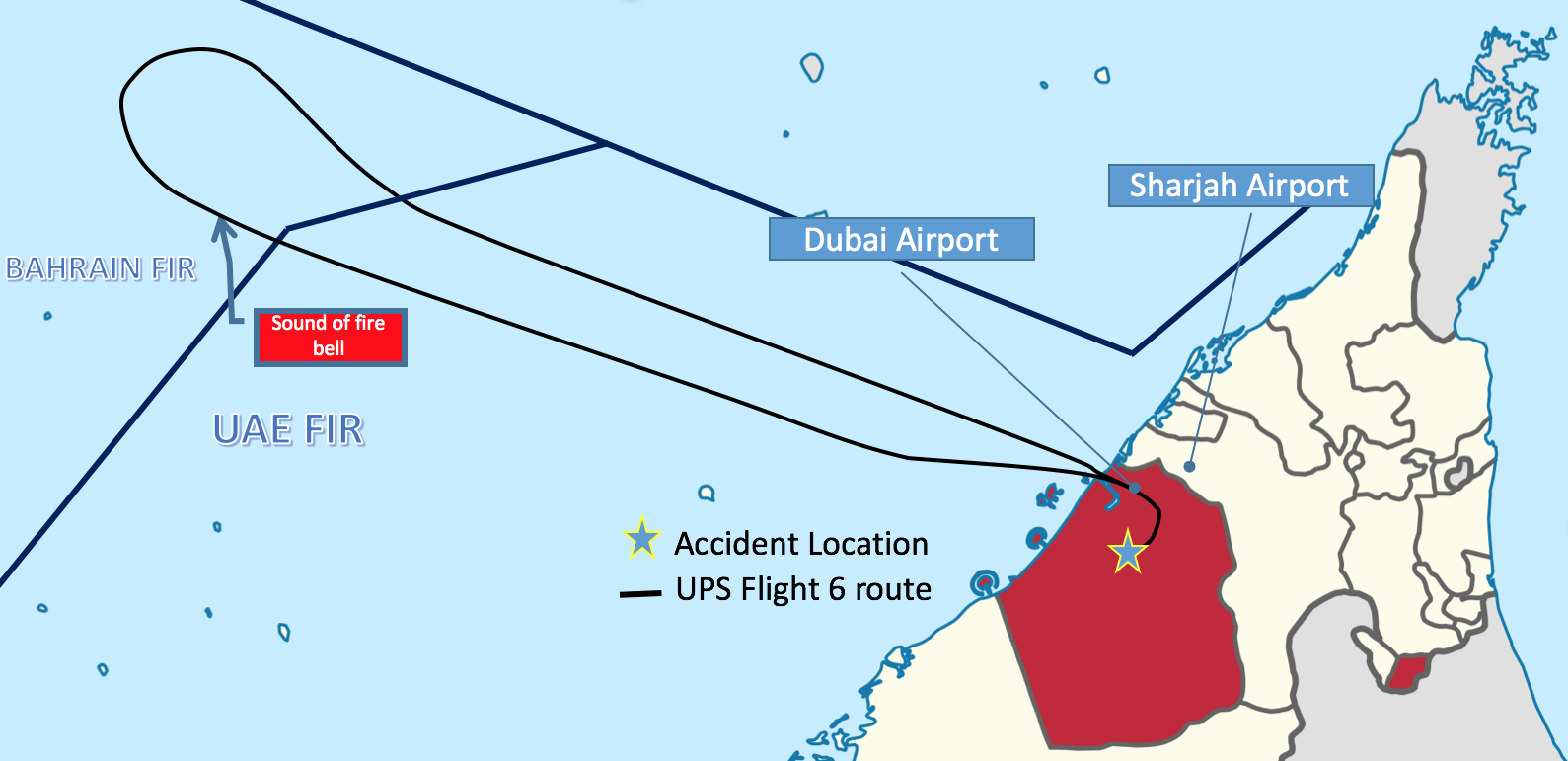
Trasa lotu UPS 6

## Dochodzenie
Śledztwo prowadzi GCAA (General Civil Aviation Authority – organizacja zajmująca się badaniem wypadków lotniczych w Zjednoczonych Emiratach Arabskich) wspierana przez amerykańską Narodową Radę Bezpieczeństwa Transportu (NTSB). Swoich specjalistów przydzielili również: Boeing, FAA (Federal Aviation Administration), General Electric oraz Independent Pilots Association (niezależne stowarzyszenie pilotów UPS Airlines liczące ponad 2800 członków).
Rejestrator rozmów w kokpicie odnaleziono 6 godzin po katastrofie, a rejestrator danych lotu – 4 dni później. 10 września obie czarne skrzynki zostały przesłane do NTSB celem zbadania ich zawartości.
Jako przyczynę katastrofy wskazano samozapalenie się baterii litowo-jonowych przewożonych w ładowniach. Na pokładzie samolotu znajdowało się 81000 takich baterii. Systemy hydrauliczne w 747 przebiegają nad ładownią samolotu, więc pożar uszkodził możliwość ręcznego sterowania maszyną. Systemy autopilota znajdują się pod ładownią, więc do samego końca autopilot był w stanie sterować samolotem. Pożar uszkodził również maskę tlenową kapitana. 

## Ekranizacja
Przebieg katastrofy został przedstawiony w odcinku „Niebezpieczna przesyłka” (Fatal Delivery) serialu dokumentalnego Katastrofa w przestworzach.